# Мавританская гадюка
Мавританская гадюка (Daboia mauritanica или  Macrovipera mauritanica) — ядовитый вид змей из семейства гадюковых, обитающий в северо-западной Африке, встречается в Марокко, а также в Западной Сахаре, Алжире и Тунисе. . В настоящее время подвиды не выделены.

## Таксономия
В 2001 году, основываясь на молекулярных данных, Ленк с соавторами предположили, что этот вид скорее должен быть включен в род Daboia.

## Описание
Это крупный вид гадюк, ее средняя длина составляет от 100 до 150 см, а отдельные особи становятся еще длиннее. Достигает максимальной длины 180 см.
Представители вида, обитающие на южной стороне Атласских гор в северной Сахаре, обычно имеют длину менее одного метра. Основной цвет от светло-серого до красновато-серого с рисунком на спине, состоящим из округлой волнистой полосы, которая может быть разделена на отдельные точки. В популяциях к югу от Атласских гор в северной Сахары  спинная полоса состоит из отдельных пятен прямоугольной или ромбовидной формы. По бокам тела часто присутствуют  тёмные полосы. Меланисты неизвестны. Брюхо серое с черными пятнами. Тёмная височная полоса висков простирается через глаз  до угла ротовой полости, вторая полоса проходит вертикально через глаз до ротовой щели.
Очень широкая треугольная голова чётко отделена от сильного мускулистого тела.  Зрачки вертикальные. Головные щитки полностью разбиты на мелкие отдельные чешуйки. Под глазами находятся два-три ряда подглазных щитков  (Supraocularia). Чешуи килеватые. Вокруг середины тела 27 рядов чешуек. Подхвостовые щитки (Subcaudalia) разделены, как и у всех видов рода.

## Ареал
Северо-Западная Африка: Марокко, Алжир и Тунис. Типовая местность - «Алжир» по Грею (1842 г.), «Алжир» по Шварцу (1936 г.). Ограничено прибрежными районами Алжира. Прибрежные записи из Туниса могут относиться к M. deserti.

## Охранный Статус
Этот вид классифицируется как находящийся под угрозой исчезновения (NT) в соответствии с Красным списком исчезающих видов МСОП (v3.1, 2001). Классифицируется как таковой, потому что этот вид, вероятно, находится в значительном сокращении (но со скоростью менее 30% за десять лет) из-за преследований, случайной смертности и чрезмерного промысла, что делает его близким к тому, чтобы квалифицироваться как уязвимый. Тенденция к снижению численности населения. Год оценки: 2005.